# Катя Огонёк
Ка́тя Огонёк (настоящее имя — Кристи́на Евге́ньевна Пенха́сова, также Богда́нова; 17 мая 1977, Джубга, Туапсинский район, Краснодарский край, СССР — 24 октября 2007, Москва, Россия) — российская певица, исполнительница русского шансона и блатной песни.

## Биография
Кристина Пожарская (Пенхасова) родилась 17 мая 1977 года в посёлке Джубга Туапсинского района Краснодарского края. Родители: мать — Тамара Ивановна, танцовщица (танцевала в студии Вирского), отец — Евгений Семёнович, музыкант (работал с ансамблем «Самоцветы»). Окончила 9 классов средней школы, а также музыкальную и хореографическую школы в Кисловодске.
Однажды отец Кристины уговорил своего друга, известного поэта-песенника Александра Шаганова, написать песню для дочери. Потом был записан альбом, на котором певица исполнила песни непрокуренным детским голосом. Альбом оказался никому не нужен, но опыт работы Кристине пригодился, когда она в 16 лет переехала в Москву, где пела в жанре поп-музыки. Некоторое время работала в группе Михаила Танича «Лесоповал». Однако отношения с коллективом, несмотря на поддержку самого Танича, не сложились.
В 1995 году «Союз Продакшн» начал готовить проект в жанре русский шансон. Кристина выиграла конкурс и получила право участвовать в проекте. С тех пор она выступала с песнями в этом жанре (первоначально под псевдонимом Маша Ша, затем — Катя Огонёк), много гастролировала, выпустила несколько альбомов.
Сначала были выпущены диски с «жёстким» юмором под псевдонимом Маша Ша: «Миша+Маша=Ша!!!» и «Маша-ша — Резиновый Ванюша», в сотворчестве с Михаилом Шелегом, который в этих альбомах взял себе псевдоним «Миша Ша». Эти альбомы резко отличаются от последующего творчества своей акцентуацией на сексуальной тематике и грубой стороне отношений между мужчиной и женщиной. «Любовь бывает разная: с эротикой и без, // Прекрасная, несчастная, а также просто секс. // Презервативов парочку найдёте Вы везде, // И грех не „кинуть палочку“, // Коль есть, кому и где!», «Сижу одна в своей избушке, // Пью самогон четыре дня, // Я расскажу бутылке, как подружке, // Что нет любви хорошей у меня», «Я Маша Ша, собою хороша, // Я Маша Ша, весёлая душа // … есть у меня вино и анаша … есть у меня шалаш для балдежа — пойдём в шалаш со мною, Миша Ша?..» — вот несколько цитат из первых двух альбомов, выдержанных в таком духе. Песня «Доктор Дракула» посвящена странному влечению женщины к вампиру, а песня «Мой муж» — лесбийской любви.
Но в том же 1998 году певица сменила и псевдоним, и основную тему в своём исполнительском творчестве, и в дальнейшем к жанру «жёсткого эротического юмора» не возвращалась.
Песни из альбомов «Белая тайга I» и «Белая тайга II», созданных в сотворчестве с Вячеславом Клименковым, уже относятся к тому жанру, к тому направлению русского шансона, которое станет основным в творчестве Кати Огонёк на годы вперёд. Многие из них — это тюремные, каторжанские песни, но есть и песни о простом, человеческом — о любви и разлуке, верности и печали, одиночестве человека перед жизнью. В 90-е годы XX века песни такого жанра были весьма востребованы и популярны. Большинство их исполнителей были мужчинами. Катя Огонёк смогла их спеть по-женски, проникновенно. Герои и героини этих песен — как правило, зрелые люди с большим и нелёгким жизненным опытом. В них нет женских истерик по пустякам, нет нагромождения пустых фраз и банальностей, «высосанных из пальца», как во многих популярных песнях той поры. «Я зажгу для тебя огонёк // В этой Богом забытой глуши // Я зажгу для тебя огонёк // На обломках усталой души» — этой песней заключённой женщины, сохранившей вопреки всему любовь и надежду на лучшее, начинается значимая тема в её творчестве.
Две песни из этих двух альбомов спеты В. Клименковым: «Костерок» и «Заболела душа». Песни «Вор», «Чёрное, чёрное море» Вячеслав Клименков и Катя Огонёк совместно исполняют, остальные — Катя Огонёк.
Музыка из песни «Хакинск» до сих пор звучит (как фоновая музыка) в каждом выпуске радиопередачи для заключённых «Калина красная», еженедельно выходящей в эфир на «Радио России»
В серии «Легенды Русского Шансона» в 1999 году вышел и диск Кати Огонёк (том 5). В нём новых песен не было, только уже вышедшие в альбомах «Белая тайга I» и «Белая тайга II», разве что в немного других аранжировках. Зато следующий альбом «Звонком из зоны» состоял целиком из музыкальных премьер. Потом опять вышел альбом ремиксов, потом снова новинки в альбоме «Через года» (2000 г.) с песней «Жиган», герой которой, как говорила Катя Огонёк в одном из интервью, стал для неё любимым героем её песен.
В 2000 году с Катей начинает работать продюсер Владимир Черняков. Под его руководством записано 8 альбомов.
В ряде ранних интервью певица утверждала, что якобы отбывала наказание в местах лишения свободы:

Если честно, я не хотела бы об этом в деталях рассказывать. Тяжело вспоминать. Я была осуждена по статье 211-й, часть вторая (потом мне изменили её на часть третью). В принципе ничего страшного нет в этой статье, просто случилась неприятная история, связанная с машиной. В общем, нечаянная ситуация. Провела в местах отдалённых два с небольшим года. Попала под амнистию — УДО, скорей даже не за примерное поведение, а за хорошее пение.

Эта версия разошлась по многим СМИ. Впоследствии певица перестала упоминать о «тюремном опыте», а продюсер В. Черняков окончательно опроверг эту легенду уже после смерти певицы.

Все, кто знал Катю Огонёк, отмечали её скромность. Владимир Окунев рассказывал: 
«Катя не так уж много зарабатывала. Жила она в Москве на съёмной квартире, содержала родителей. Катя была простой русской бабой (хотя у неё были и еврейские корни) и никто не замечал за ней никакой звёздности».
 Себя позиционировала как исполнительницу, а не как певицу.

Как и о любом исполнителе, о Кате ходило много слухов. На вопрос «Какие небылицы она про себя слышала», певица отвечала: 
«То, что я наркоманка, алкоголичка и вообще конченый человек. Сначала меня это сильно обижало, я спорила, что-то доказывала, а потом подумала — да какая разница! Главное, людям нравится, как я пою, и сильно сомневаюсь, что так смогла бы спеть алкоголичка-наркоманка. С наркотиками у меня никаких дел нет и не было, водку почти не пью, предпочитаю красные грузинские вина».
На вопрос о своих музыкальных предпочтениях Катя отвечала: «Люблю слушать Эла Джерро, Стива Уандера, Эллу Фицджеральд… Их композиции я пела в молодости. И в то же время обожаю Лидию Русланову. Вообще люблю на эстраде сильных людей, яркие личности. Слабые обычно растворяются в этой жизни. А значит, надо быть сильной».
Увлекалась единоборствами, в частности, женским боксом.
Катя Огонёк скончалась в возрасте 30 лет утром 24 октября 2007 года от отёка лёгких и острой сердечной недостаточности, вероятно, вызванных циррозом печени (по другим сообщениям, она страдала эпилепсией и попала в больницу после приступа). Похоронена на Николо-Архангельском кладбище в Москве.

### Память
В октябре 2010 года был установлен памятник на могиле певицы, для сбора средств на установку которого отец Кати Огонёк организовал концерт в подмосковном Красногорске.
В июне 2013 года в концертном зале «Мир» продюсер и официальный представитель семьи, Елена Бейдер организовала концерт памяти Кати Огонёк, средства из которого пошли на поддержку семьи Кати Огонёк.
17 мая 2016 года состоялся концерт памяти Кати Огонёк в честь дня её рождения, организатором котором являлась Елена Бейдер и актриса, певица Людмила Шаронова.

## Семья
Была замужем, на момент кончины официально разведена. Состояла в гражданском браке с бывшим боксёром Леваном Коявой. В 2001 году родилась дочь Валерия.
Валерия при поддержке Елены Бейдер и компании «Союз продакшн» записала песню в стиле шансон, которую посвятила памяти мамы. Официальным представителем семьи является Елена Бейдер, она же директор Леры Огонёк. Большую поддержку семье оказывает актриса, певица Людмила Шаронова.
11 сентября 2017 года состоялась официальная премьера новой песни Леры Огонёк «Ромашка».

## Песни
- «Ветер»
- «Вспоминаю»
- «Дорожный роман»
- «Конвоир»
- «Пацаны»
- «Свобода»
- «Я зажгу для тебя огонёк»
- «Журавли»
- «Следователь»

## Дискография
- 1996 — «Я не маленькая»
- 1998 — «Миша+Маша=Ша!!!»
- 1998 — «Маша-ша — Резиновый Ванюша»
- 1998 — «Белая тайга I»
- 1999 — «Белая тайга II»
- 1999 — «Легенды Русского Шансона. Том 5»
- 2000 — «Звонком из зоны»
- 2000 — «Ремиксы»
- 2000 — «Через года»
- 2001 — «Дорога домой»
- 2001 — «Дорога моей жизни»
- 2001 — «Дорожный роман»
- 2002 — «Заповедь»
- 2003 — «Беженцы»
- 2003 — «Дебютный альбом»
- 2004 — «Поцелуй»
- 2004 — «Татуировочка»
- 2005 — «Катя»
- 2006 — «Горький мёд»
- 2006 — «С днём рождения, Кореш!»
- 2006 — «А для Бродяги»
- 2007 — «Вечная печаль»
- 2007 — «Аплодисменты и цветы»
- 2008 — «В сердце моём»[30]

## Документальные фильмы / Передачи
- 2007 — «Пусть говорят» — «Катя Огонёк. Жертва шансона»

- 2007 — «Главный герой»

- 2008 — «Битва экстрасенсов»

- 2011 — «Фильм памяти Кати Огонёк»

- 2012 — «Тайный шоу-бизнес»

- 2018 — «90-е» — «Короли шансона»

- 2018 — «Сегодня вечером» — «Легенды шансона»

- 2020 — «Привет, Андрей!» — «Вечер в компании Ирины Круг»

- 2021 — «Прямой эфир» — «Кто убил королеву шансона?»

- 2025 — «Основано на реальных событиях» — «Организованная поющая группировка» — 2 Серия